# Anne Riemersma
Anne Riemersma –también conocida bajo su nombre de casada Anne Möhlmann-Riemersma– es una deportista neerlandesa que compitió en ciclismo en la modalidad de pista, especialista en la prueba de persecución individual. Su marido Gerrit Möhlmann también fue un ciclista profesional.
Ganó tres medallas de plata en el Campeonato Mundial de Ciclismo en Pista entre los años 1977 y 1979.

## Medallero internacional
| Campeonato Mundial | Campeonato Mundial         | Campeonato Mundial | Campeonato Mundial     |
| Año                | Lugar                      | Medalla            | Competición            |
| ------------------ | -------------------------- | ------------------ | ---------------------- |
| 1977               | San Cristóbal ( Venezuela) | Medalla de plata   | Persecución individual |
| 1978               | Múnich ( RFA)              | Medalla de plata   | Persecución individual |
| 1979               | Ámsterdam ( Países Bajos)  | Medalla de plata   | Persecución individual |